# Acharia apicalis
Acharia apicalis là một loài bướm đêm đặc hữu của Trung Mỹ.